# Tamara Lebedewa
Tamara Lebedewa (eigentlich Tamara Jakowlewna Swischtschewa, russisch Тамара Яковлевна Свищева; * 12. April 1938 in Krasnojarsk, UdSSR) ist eine russische Chemikerin und Buchautorin.

## Leben
Lebedewa war in Russland an verschiedenen staatlichen Forschungseinrichtungen in den Bereichen Onkologie, Gynäkologie und Geburtshilfe, Epidemiologie und Mikrobiologie sowie Radiologie tätig und ist nach eigenen Angaben Inhaberin mehrerer Patente. Seit der Mitte der 1990er Jahre verbreitet sie in Büchern, durch Vorträge und auf diversen Internetseiten die Behauptung, 1989 den einzelligen Parasiten Trichomonas vaginalis als Erreger aller Krebserkrankungen sowie vieler weiterer Krankheiten identifiziert zu haben. 1997 erschien dazu in Russland ihr erstes Buch „Krebs – Sie können die Krankheit besiegen“. Seitdem hat sie insgesamt 16 Bücher veröffentlicht, von denen in den Jahren 2002 und 2003 vier auf Deutsch erschienen sind.

## Behauptungen zur Entstehung von Krankheiten
Tumore bestehen nach Lebedewas Darstellung nicht aus entarteten Körperzellen, sondern sind Kolonien aus dem einzelligen Parasiten Trichomonas vaginalis. Ihren Behauptungen zufolge verwandeln sich Tumorzellen, die 14 Tage lang in Ringerlösung außerhalb des Körpers aufbewahrt werden, in Trichomonaden. Diese verfügen ihrer Ansicht nach im Körper über die Fähigkeit zur Mimikry, das heißt zur Anpassung der äußeren Form an das jeweils umgebende Gewebe. Dies erklärt nach Meinung von Tamara Lebedewa, warum die Trichomonaden bei mikroskopischen Untersuchungen von Krebsgewebe nicht als Parasiten erkannt, sondern vielmehr mit Körperzellen verwechselt werden. Sie basiert ihre Theorie des Weiteren auf Gemeinsamkeiten in Form, Gestalt und Reaktion, die sie ihren Behauptungen zufolge bei Trichomonaden und bei aus Tumoren entnommenen Zellen nach Behandlung mit verschiedenen Umwelteinflüssen und Stimuli beobachtet hat. Zu diesen Gemeinsamkeiten zählen beispielsweise chaotisches Wachstum, asymmetrische Zellteilung und Vielgestaltigkeit sowie die Reaktion auf Kälte und verschiedene chemische Substanzen und Enzyme. Bestimmte körpereigene Zellen wie die Makrophagen sowie die Megakaryozyten als Vorläufer der Thrombozyten sind ihrer Ansicht nach ebenfalls verschiedene Formen der Trichomonaden.
Neben Krebserkrankungen schreibt sie den Trichomonaden unter anderem auch bei AIDS, Arteriosklerose und Thrombose, Arthritis und Arthrose, Diabetes mellitus, Multipler Sklerose und anderen Erkrankungen eine ursächliche Rolle oder zumindest eine Beteiligung an der Entstehung oder dem Verlauf zu. Krebs und andere schwere, chronische Krankheiten entstünden aus einer Herabsetzung der Reagibilität des Immunsystems, ausgelöst gerade durch die Anwendung von Chemotherapeutika. Die Entstehung von Tumoren sei das Anzeichen einer körperweiten Streuung der sich vermehrenden Trichomonaden. Die Bildung von Metastasen sei ein Zeichen für den Versuch körpereigener Zellen, der Trichomonaden Herr zu werden. Ein Ausbleiben der Metastasenbildung wäre demnach als ein prognostisch ungünstiges Zeichen im Sinne Lebedewas anzusehen, da in diesem Falle keine Auseinandersetzung mit den Trichomonaden stattfände. Auch der Kontakt von Blut des Menschen mit der Umgebungsluft, etwa im Rahmen von chirurgischen Eingriffen, führe zwangsläufig zu einem unkontrollierten Trichomonadenbefall und damit letztendlich zu Krebs.
Zur Diagnose nutzt sie vor allem die Untersuchung von Lebendblutausstrichen im Dunkelfeldmikroskop, ein Ansatz, der auf der wissenschaftlich nicht anerkannten und widerlegten Pleomorphismus-Theorie nach dem französischen Forscher Antoine Béchamp (1816–1908) und dem deutschen Insektenforscher Günther Enderlein beruht.

## Das therapeutische Reinigungskonzept von Lebedewa
Als therapeutische Maßnahmen leitet sie aus ihrer Theorie ein Vierstufenprogramm ab, das aus der Reinigung des Körpers von Giftstoffen, der zusätzlichen Zufuhr von Vitaminen, Mineralien und Spurenelementen, der Beseitigung der Trichomonaden sowie der Stärkung des Immunsystems besteht.
Eine bedeutende Rolle für die von Lebedewa propagierte Reinigungskur sei die tägliche Aufnahme von Moosbeerensaft, da dieser Saft Trichomonaden sekundenschnell abtöten könne. Bedeutsam seien hier die im Moosbeerensaft hoch konzentrierten sekundären Pflanzenstoffe der Anthocyane. Aber auch Inhaltsstoffe von Knoblauch, Wacholderbeeren, Nüssen und der Tanne hätten entsprechende therapeutische Wirkungen. Das therapeutische Gurgeln von Sonnenblumenöl wirke im Sinne eines chemischen Köders für Trichomonaden im Mundraum. Das anschließende Ausspucken dieses Öls führe zur Ausscheidung von Trichomonaden und deren Bestandteilen.
Die Chemotherapeutika der wissenschaftlichen Medizin sind nach Ansicht von Lebedewa gegen Trichomonaden unwirksam. Sie hätten eine schädliche Wirkung auf Zellen des Immunsystems und würden daher paradoxerweise eher die Krebsentstehung fördern und wären zur kausalen Krebsbekämpfung unwirksam.

## Rezeption
Die Theorien von Tamara Lebedewa ähneln in einigen Aspekten denen der amerikanischen Physiologin Hulda Clark, die den Parasiten Fasciolopsis buski und Umweltgifte für Krebserkrankungen verantwortlich macht. Wie bei der Clark-Therapie werden auch die Behauptungen von Tamara Lebedewa von Medizinern und Biologen einhellig abgelehnt. Die Morphologie von Megakaryozyten und Makrophagen sowie ihre Funktion in der Blutbildung und -gerinnung beziehungsweise der Immunabwehr sind beispielsweise detailliert untersucht und dokumentiert. Die diesbezüglichen Erkenntnisse widersprechen eindeutig den Ansichten von Tamara Lebedewa. Auch die Tatsache, dass Krebszellen körpereigenen Ursprungs sind und es sich demzufolge nicht um Trichomonaden handelt, ist sowohl mit zellbiologischen als auch mit molekularbiologischen Methoden eindeutig nachweisbar. Aus den in Tamara Lebedewas Büchern präsentierten Ergebnissen ihrer Untersuchungen gehen wesentliche Details nicht hervor, beispielsweise zur Reinheit ihrer Gewebsproben sowie zu Art und Umfang von durchgeführten Kontrollversuchen. Medizinische Studien, die wissenschaftlichen Ansprüchen genügen, wurden von Tamara Lebedewa zu ihren Hypothesen nie präsentiert.
Die von Günther Enderlein in den 1920er Jahren aufgestellte Theorie des Pleomorphismus, also der Vielgestaltigkeit von Mikroorganismen, auf der die Behauptungen von Tamara Lebedewa beruhen, gilt als widerlegt. Der Parasit Trichomonas vaginalis ist der Wissenschaft seit 1836 bekannt und aufgrund der durch ihn verursachten Erkrankung Trichomoniasis in medizinischer und biologischer Hinsicht sehr gut untersucht. Viele der von Frau Lebedewa angeführten pflanzlichen Stoffe, die gegen Trichomonaden effektiv sein sollen, sind allgemein gesundheitsfördernde Nahrungsmittel.
Lebedewas Ansichten zu schweren Krankheiten des Menschen sind zu einem Teil selbstimmunisierend. Sachliche oder logische Gegenargumente zu ihren Hypothesen integriert sie dazu in ihre Argumentation. Die Ansichten, die sie vertritt, sind teilweise geeignet, schwerstkranke Menschen von einer sinnvollen Therapie, für die ein neutraler und dokumentierter Wirksamkeitsnachweis also besteht, abzuhalten. So können Lebedewas unbewiesene Ansichten zur Krebsentstehung nach chirurgischen Eingriffen oder Einnahme von Antibiotika Patienten davon abschrecken, sich einer sinnvollen Therapie zu unterziehen.

## Veröffentlichungen
Deutsche Ausgaben:
- Herzinfarkt vorbeugen und heilen. Driediger, Hagen 2014, ISBN 978-3-932130-34-2.
- Reinigung. Entschlackung und entgiften Sie Ihren Körper. Driediger, Hagen 2003, ISBN 3-406-43659-5.
- Un-heilbare Krankheiten. Driediger, Hagen 2003, ISBN 3-932130-32-4.
- Blutatlas. Atlas der Blutzellen und Parasiten des menschlichen Körpers. Driediger, Hagen 2003, ISBN 3-932130-14-6.
- Krebserreger entdeckt! Driediger, Hagen 2001, ISBN 3-932130-11-1.
- Russisches Heilwissen. Driediger Verlag, Georgsmarienhütte 2019, ISBN 978-3932130-60-1
- Diagnostische Mikroskopie. Driediger Verlag, Georgsmarienhütte 2023, ISBN 978-3932130-68-7
- The Origins of Cancer. E-Book, Driediger Verlag, Georgsmarienhütte 2024, ISBN 978-3932130-69-4

Originalausgaben:
- Таинственный убийца. Книга 1. Вы сможете победить рак. Moskau 1997, ISBN 5-256-01394-7.
- Таинственный убийца. Книга 2. Берегитесь трихомонад. Moskau 1998, ISBN 5-256-01395-5.
- Таинственный убийца. Книга 3. Кто нас спасет от рака. Moskau 1998, ISBN 5-256-01427-7.
- Таинственный убийца. Книга 4. Бешенство рака - СПИД. Moskau 1998, ISBN 5-256-01428-5.
- Таинственный убийца. Книга 5. Своя тропа к здоровью. Moskau 1998, ISBN 5-900860-04-3.
- Панацея от рака, инфаркта, СПИДа. Очищение. Sankt Petersburg 2001, ISBN 5-8174-0257-2.
- Панацея от рака, инфаркта, СПИДа. Питание. Sankt Petersburg 2002, ISBN 5-88503-046-4.
- Панацея от рака, инфаркта, СПИДа. Лечение. Sankt Petersburg 2002, ISBN 5-88503-094-4.
- Панацея от рака, инфаркта, СПИДа. Иммуностимуляция. Sankt Petersburg 2003, ISBN 5-88503-121-5.
- Атлас клеток крови и паразитов человека. Sankt Petersburg 2002, ISBN 5-88503-097-9.